# Tma (Fluss)
Die Tma (russisch Тьма) ist ein 142 km langer linker Nebenfluss der Wolga im europäischen Teil Russlands.

## Beschreibung
Die Tma entspringt unweit des Dorfes Deneschnoje auf dem südöstlichen Abhang des Moränenzuges Wyschnewolozkaja Grada (russisch Вышневолоцкая гряда) in der südlichen Oblast Twer. Sie fließt zunächst in nördlicher, nach wenigen Kilometern östlicher Richtung durch ein enges Tal. Die Landschaft ist hier von Grünland dominiert.
Der Fluss behält seine östliche Richtung auf fast seinem gesamten Lauf bei, er bildet jedoch zahlreiche Kurven aus. Nach der Einmündung der Ratschaina wird der Fluss breiter, der Uferbereich ist nun hauptsächlich mit Kiefernwald bewachsen. Rund 15 Kilometer westlich des Stadtzentrums von Twer erreicht die Tma schließlich die Wolga.

## Hydrologie
Die Tma ist durchschnittlich von Anfang Dezember bis Anfang April gefroren. Ihre mittlere Breite liegt bei 20–25 Metern, dabei ist sie zwischen 0,5 und 0,7 m tief.

## Tourismus und Kultur
Aufgrund ihrer landschaftlich reizvollen Lage und der leichten Erreichbarkeit ist die Tma ein beliebtes Ausflugsziel, unter anderem  zum Bootswandern. Die am Oberlauf der Tma gelegenen Dörfer Malinniki und Bernowo wurden mehrmals vom russischen Nationaldichter Alexander Sergejewitsch Puschkin besucht. In Bernowo wurde ihm zu Ehren ein Museum im ehemaligen Landsitz der Familie Wulfow eingerichtet.
Auch Isaak Iljitsch Lewitan, einer der bedeutendsten Vertreter des Realismus in Russland, wirkte an der oberen Tma. Sein Gemälde У омута (Bei der Untiefe) entstand in der Nähe von Bernowo.